# Bancada de cilindros

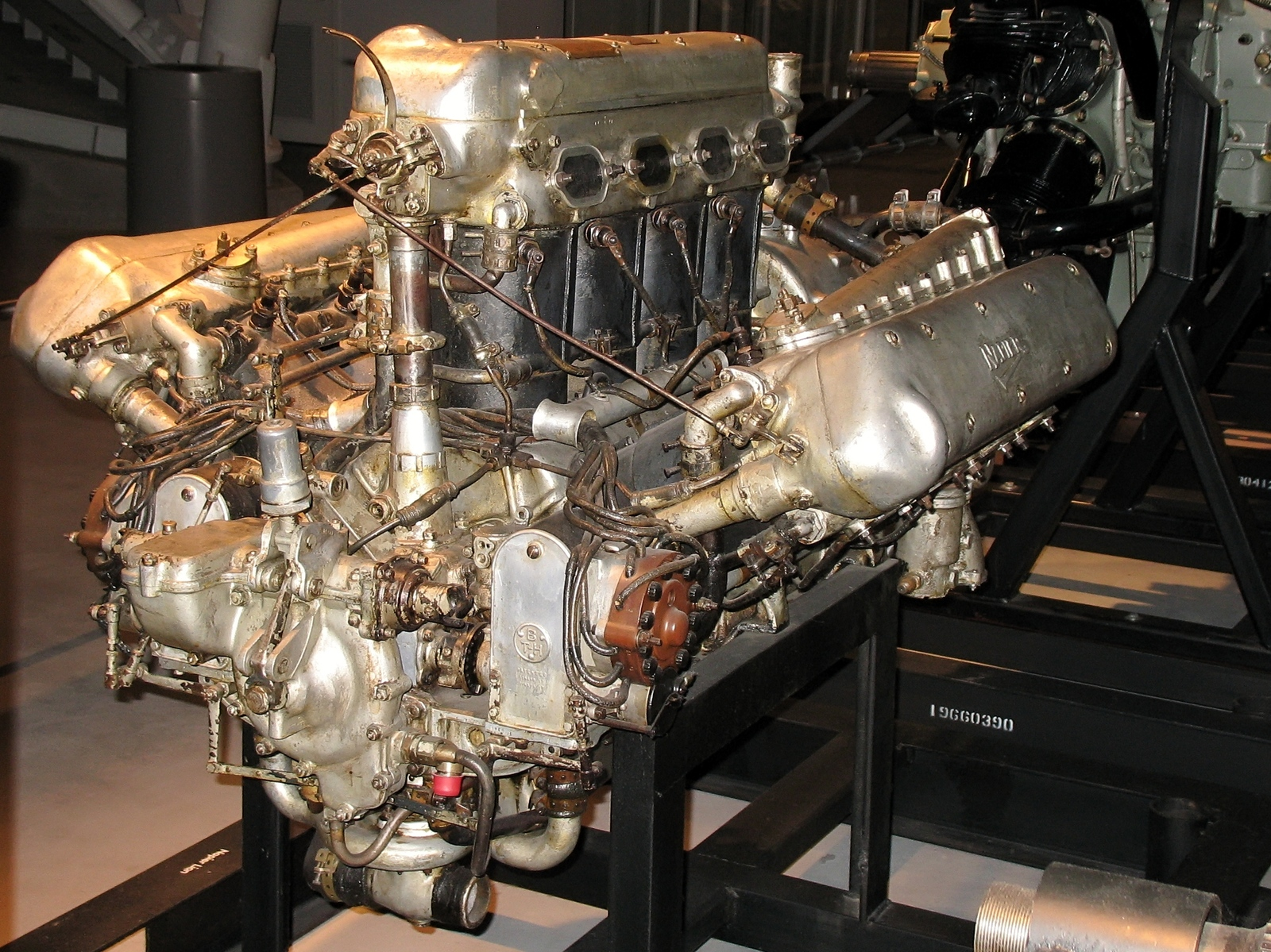
Motor de aviación Napier Lion II de 1919 con tres bancadas de cilindros

Los motores de pistones generalmente están diseñados de modo que los cilindros se disponen agrupados en líneas paralelas al cigüeñal. Cuando están colocados en una sola alineación, esto se conoce como un motor en línea (o 'motor recto'). 
Cuando los cilindros están dispuestos en dos o más líneas (como en los motores en V o en los motores planos), cada línea de cilindros se denomina bancada de cilindros. El ángulo entre bancadas de cilindros se llama 'ángulo de bancada'. Los motores con múltiples bancadas son más cortos que los motores en línea, y pueden diseñarse para cancelar las fuerzas desequilibradas de cada bancada, a fin de reducir la vibración. 

## Número de cilindros
Los motores con seis cilindros son igualmente comunes como motores en línea que como motores en V. Para motores con más de seis cilindros, el diseño en V es más común. Los motores con menos de seis cilindros suelen utilizar una disposición recta. 
Sin embargo, existen numerosas excepciones. Por ejemplo, los motores de ocho cilindros e línea eran relativamente frecuentes en los automóviles de lujo entre 1919 y 1954; también se han producido algunos motores V4, como motores fueraborda marinos con un cigüeñal vertical; y los motores de dos cilindros (ahora rara vez se usan para automóviles) se usan comúnmente para motocicletas en diseños de dos cilindros en línea, gemelos en V o planos.

## Número de bancadas
El diseño más común para los motores con cinco o menos cilindros es disponer una sola bancada de cilindros, llamado diseño en línea (o 'recto'). Históricamente, los motores de seis cilindros usaban un diseño recto, pero el diseño en V (con dos bancadas de tres cilindros cada una) es más común para motores de seis cilindros en automóviles más pequeños, ya que es más compacto externamente. Si la longitud total no es una limitación, como en los camiones o en los grupos electrógenos, entonces el I6 sigue siendo común. Los diseños con dos bancadas (generalmente en un diseño en V) se utilizan para la mayoría de los propulsores con 8 cilindros o más, a fin de minimizar la longitud del motor.
| No. de bancadas | Diseño del motor | Comentarios |
| --------------- | ---------------- | --- |
| Uno             | Motor en línea   | También llamado 'motor recto' |
| Dos             | Motor en V       | Algunos motores en V de ángulo estrecho tienen una culata compartida entre las dos bancadas. P.ej Motores VR y motor Lancia V4 . |
| Dos             | Motor plano      | Muchos motores planos se denominan motores bóxer                                                                                 |
| Tres            | Motor en W       | Tres o cuatro bancadas |
| Cuatro          | Motor en W       | Tres o cuatro bancadas |

## Ventajas de los motores de múltiples bancadas
Las principales ventajas de los motores de múltiples bancadas son su menor longitud, y en algunos casos, la posibilidad de reducir el nivel de vibraciones debido a un mejor equilibrio del motor. Este equilibrio se logra cuando las fuerzas de una bancada se cancelan por la acción de un cilindro de la otra bancada. Depende más de la disposición del cigüeñal que de las bancadas de cilindros: los planos en los que están dispuestos los pistones, y por lo tanto, su sincronización y vibración, dependen tanto del ángulo de la bancada de cilindros como del ángulo del cigüeñal. 
La longitud más corta facilita el alojamiento de motores con un mayor número de cilindros en el espacio limitado disponible en el compartimento del motor. También da como resultado una construcción torsionalmente más rígida, tanto para el cigüeñal como para el cárter. 

## Motores radiales

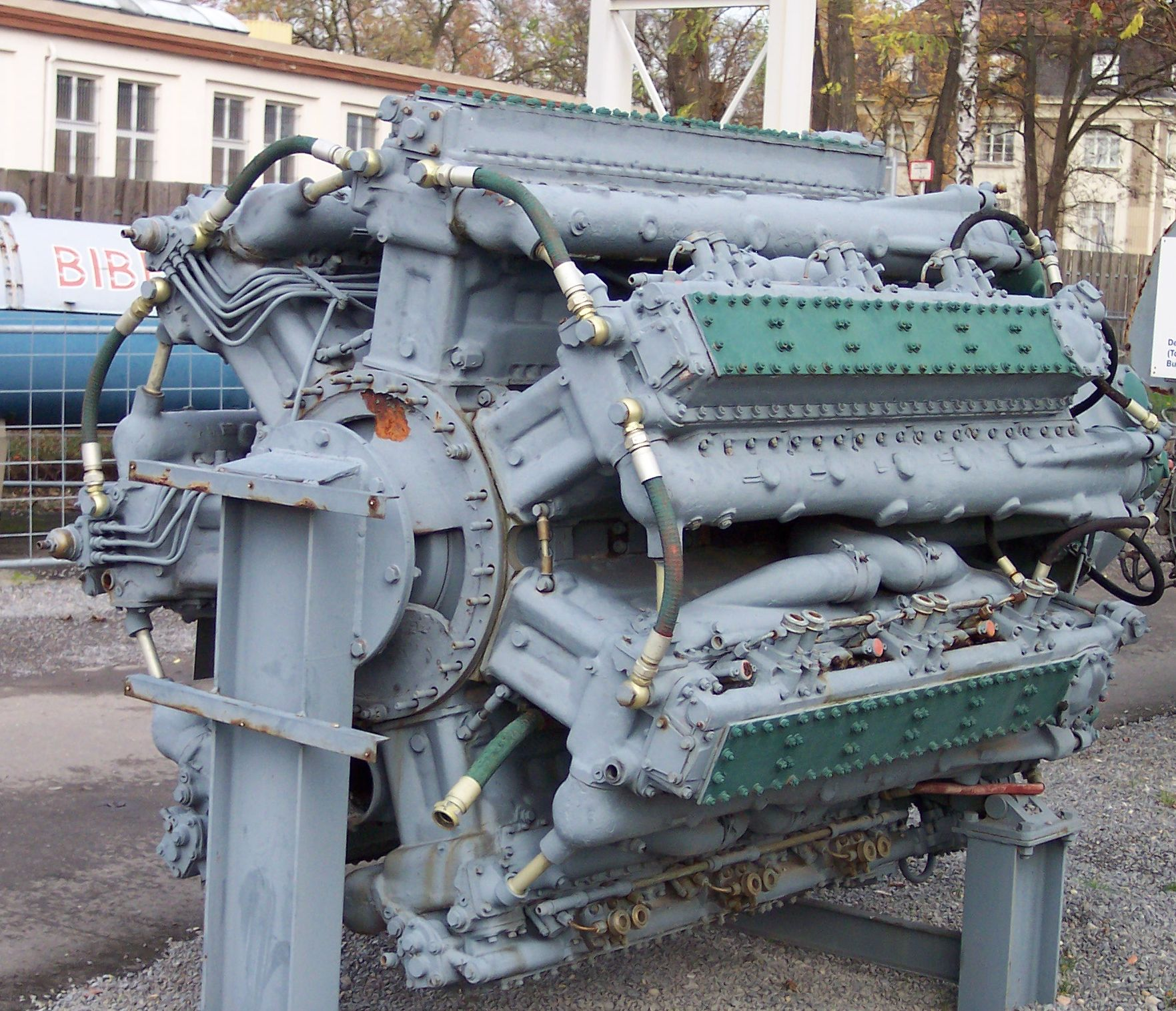
Motor radial Zvezda M503

En un motor radial, como su nombre indica, los cilindros están dispuestos radialmente en una circunferencia. Los radiales simples usan una sola fila (es decir, un solo círculo) de cilindros. Las radiales más grandes usan dos filas, o incluso cuatro. Sin embargo, los cilindros en un motor radial de varias hileras se distribuyen de manera muy diferente a un motor típico de varias bancadas; la mayoría de los radiales también tienen un número impar de cilindros en cada fila y se escalonan entre filas sucesivas. Esto se hace para mejorar el flujo de aire sobre los cilindros de estos motores, diseñados para ser refrigerados por aire. 
Algunos motores radiales atípicos, como el Armstrong Siddeley Deerhound de 1935-1941 y el Zvezda M503 de los años 1970, tenían sus múltiples filas dispuestas para alinear sus cilindros en bancadas. 